# Trotyl
Trotyl eller trinitrotoluen (systematiskt namn: 2,4,6-trinitrotoluen (CH3C6H2(NO2)3), förkortning: TNT) är ett gulaktigt fast explosivämne främst använt som militärt sprängämne. Trotylapterad ammunition bemärks med bokstavsmärket T inom den svenska försvarsmakten.
Föreningen framställs genom att toluen nitreras i tre steg, från vilket namnet trinitrotoluen kommer (tri-nitro-toluen = tre nitrerad toluen).
Trotyl är mycket stabilt och lagringsbeständigt. Det är okänsligt för stötar och hetta men har en låg smältpunkt. Det kan smältas och gjutas på ett säkert sätt.

## Användning
Trotyl används huvudsakligen som militärt sprängämne, framför allt inom ammunitionsframställning. Eftersom smältpunkten är relativt låg kan trotyl lätt gjutas i explosiv ammunition som till exempel granater, bomber, minor och diverse.
Förutom gjutning kan trotyl även granuleras och pressas samman till block, men är då något känsligare.
Trotyl används även som ingrediens i diverse andra sprängämnen; bland annat: baratol, hexotol och octol.

## Historia
Trotyl framställdes för första gången år 1863 av den tyske kemisten Julius Wilbrand. Det användes till en början som ett gult färgämne då Wilbrand inte kände till ämnets explosiva egenskaper.
År 1901 började trotyl användas som sprängämne i Tyskland och vid första världskrigets utbrott var trotyl i bruk som sprängämne hos de flesta större stater runt om i världen.
På grund av sin stabilitet, okänslighet, lagringsbeständighet samt sin okänslighet för slag och öppen eld innebar trotylen ett stort steg framåt för militär ammunitionsframställning. Dess låga smältpunkt gjorde det enkelt att gjuta in trotyl i explosiv ammunition.

## Framställning
TNT syntetiseras genom nitrering av toluen med svavel- och salpetersyra i tre steg med olika syrakoncentration och temperatur.

## Explosiv reaktion
Vid detonation reagerar trotyl enligt nedan:
2 C7H5N3O6  → 3 N2 + 5 H2O + 7 CO + 7 C
2 C7H5N3O6  → 3 N2 + 5 H2 + 12 CO + 2 C

## Energiinnehåll
Trotyl innehåller kemisk energi som frigörs då ämnet detonerar. 1 kg trotyl motsvarar 4,184 MJ (megajoule).